# Почётный гражданин Макеевки
Почётный гражданин Макеевки — звание присуждаемое за активное участие в общественно-политической жизни города.
Удостоившиеся звания имеют льготы: бесплатный проезд на общественном городском транспорте Макеевки, освобождается от оплаты услуг ЖКХ и абонплаты за телефон.

## Знак почётного гражданина
Почётные граждане получают знак в виде стилизованной шестерни, на которую наложены два четырёхконечных креста. Верхний крест покрыт красной эмалью. В центральной части креста находится герб Макеевки, покрытый эмалью и обрамленный золотым лавровым венком. Вокруг герба в три четверти круга расположена золотая надпись на украинском языке: «Почесний громадянин міста». Размеры знака 70×40 миллиметров. Знак при помощи цепочки из трёх звеньев скреплён с колодкой. Колодка посередине обтянута голубой муаровой лентой голубого, по её краям идут полоски красного цвета. Размеры колодки 22 × 12 миллиметров.

## Список почётных граждан
1. Козлов, Николай Дмитриевич — звание присвоено в 1995 году.
2. Громаков, Григорий Петрович — звание присвоено в 1995 году.
3. Гончаров, Петр Григорьевич — звание присвоено в 1995 году.
4. Савков, Анатолий Романович — звание присвоено в 1995 году.
5. Гончаренко, Евгений Григорьевич — звание присвоено в 1995 году.
6. Евсюкова, Мария Александровна — звание присвоено в 1995 году.
7. Станиловский, Борис Васильевич — звание присвоено в 1995 году.
8. Ткач, Анатолий Михайлович — звание присвоено в 1995 году.
9. Чудный, Иван Ильич — звание присвоено в 1995 году.
10. Колосова, Зинаида Васильевна — звание присвоено в 1996 году.
11. Гоганова, Галина Николаевна — звание присвоено в 1996 году.
12. Кечко, Николаю Николаевичу — звание присвоено в 1996 году.
13. Сутормина, Варвара Калистратовна — звание присвоено в 1997 году.
14. Черникова, Любовь Георгиевна — звание присвоено в 1997 году.
15. Яковенко, Виктор Петрович — звание присвоено в 1997 году.
16. Халдеева, Галина Александровна — звание присвоено в 1997 году.
17. Шокотько, Анатолий Григорьевич — звание присвоено в 1998 году.
18. Баланчук, Михаил Альбертович — звание присвоено в 1998 году.
19. Добромыслов, Николай Михайлович — звание присвоено в 1998 году.
20. Левченко, Нина Ассоновна — звание присвоено в 1999 году.
21. Горохов, Евгений Васильевич — звание присвоено в 1999 году.
22. Малинин, Юрий Алексеевич — звание присвоено в 1999 году.
23. Жуков, Владимир Романович — звание присвоено в 1999 году.
24. Демченко, Тимофей Петрович — звание присвоено в 2000 году.
25. Яковенко, Александр Иванович — звание присвоено в 2000 году.
26. Гармата, Владимир Владимирович — звание присвоено в 2001 году.
27. Хапланов, Николай Вениаминович — звание присвоено в 2002 году.
28. Афанасенко, Николай Иванович — звание присвоено в 2002 году.
29. Джарты, Василий Георгиевич — звание присвоено в 2002 году.
30. Степанов, Владимир Кондратьевич — звание присвоено в 2003 году.
31. Руфф, Гарри Вильгельмович — звание присвоено в 2006 году.
32. Пастухов, Вячеслав Николаевич — звание присвоено в 2006 году.
33. Стуброва, Зоя Афанасьевна — звание присвоено в 2006 году.
34. Колодяжний, Николай Александрович — звание присвоено в 2006 году.
35. Зинченко, Максим Венедиктович — звание присвоено в 2010 году.
36. Самохин, Дмитрий Евгеньевич —  звание присвоено в 2011 году.
37. Пушилин, Денис Владимирович —  звание присвоено в 2016 году.